# Gold Rush!
Gold Rush! (auch bekannt unter California: Gold Rush!) ist ein Adventure, das 1988 von Sierra On-Line veröffentlicht wurde. Entwickelt wurde es von Doug und Ken MacNeill. Das Spiel wurde Ende der 1990er-Jahre von The Software Farm und 2014 von Sunlight Games erneut veröffentlicht.

## Handlung
Das Spiel spielt im Jahre 1848, kurz vor dem kalifornischen Goldrausch. Der Spieler übernimmt die Rolle des Zeitungsredakteurs Jerrod Wilson aus Brooklyn, der die Nachricht erhält, dass er in Sacramento seinen lange verschollenen Bruder finden könne. Jerrod kann verschiedene Wege wählen, um zu seinem Bruder zu gelangen, so kann er mit der Postkutsche oder auf zwei unterschiedlichen Schiffsrouten reisen, was je nach Wahl mit unterschiedlichen Vor- und Nachteilen verbunden ist. In Kalifornien angekommen beginnt Jerrod mit der Goldwäsche, wobei er stets auf der Hut vor Banditen sein muss und gleichzeitig versucht, seinen geheimnisvollen Bruder ausfindig zu machen.

## Spielprinzip und Technik
Bei Gold Rush! agieren aus Sprites zusammengesetzte Figuren vor handgezeichneten, teilanimierten Kulissen. Mit der Maus kann der Spieler seine Spielfigur durch die Örtlichkeiten bewegen. Die Interaktion mit der Spielwelt erfolgt über mittels der Tastatur eingegebenen Kommandos, die von einem Parser abgearbeitet werden. Mit fortschreitendem Handlungsverlauf werden weitere Orte freigeschaltet.

## Produktionsnotizen
Gold Rush! ist das drittletzte Spiel, das unter Verwendung des „Adventure Game Interpreter“ (AGI), Sierras damaliger Engine für Adventurespiele, entwickelt wurde. Für die nächste Sierra-Eigenentwicklung, King’s Quest IV, nutzte die Firma erstmals die neu entwickelte Engine „Sierras Creative Interpreter“ (SCI).
Gold Rush verwendete Wörter aus der Anleitung als eine Form des Kopierschutzes. Wenn der Nutzer nicht die korrekten Wörter eingibt, wird der Spiel-Charakter Jerrod sofort wegen unerlaubten Grabens im nicht eigenen Bereich verhaftet und am Galgen gehängt, was im Spiel auch eine Strafe für die gleiche Straftat, Diebstahl oder den Einbruch in ein Hotelzimmer ist. In der Veröffentlichung aus dem Jahre 2000 wurde der Kopierschutz entfernt.
Im Jahr 2000 veröffentlichte Software Farm eine Sammleredition California: Gold Rush! in einer hölzernen Verpackung. Außerdem veröffentlichte die Firma ein „Economy Pack“ mit nur dem Spiel in einem Umschlag.

## Remake
Nachdem sich der deutsche Independent-Entwickler Sunlight Games die Rechte an Gold Rush! gesichert hatte, veröffentlichte die Firma im Juli 2014 eine auf modernen Betriebssystemen lauffähige Version des Originals und im November 2014 ein Remake mit dem Namen Gold Rush! Anniversary für Windows, Mac OS und Linux. Im März 2015 erschien das Remake für iOS und Android. Im Remake sind alle Grafiken vorgerendert, während die Animationen in Echtzeit-3D abgespielt werden. Die Grafiken sind in HD und auch alle Musikstücke wurden neu eingespielt. Vom Original wurden die Texte übernommen und optimiert, zudem werden alle Texte auch gesprochen. Das Spiel kann mit einer neuartigen Point-and-Click-Steuerung gespielt werden, oder aber mit einem Parser, der sehr ähnlich ist wie der, der bei den alten Sierra-Spielen benutzt wurde.
Sunlight Games veröffentlichte zeitgleich eine Special Edition, die auf 350 Stück limitiert ist. Diese Ausgabe beinhaltet eine DRM-freie Version auf DVD, ein Poster, eine Karte mit der Seriennummer, eine gedruckte Making-of-Broschüre, eine gedruckte Broschüre mit alten Konzeptzeichnungen aus den 1980er-Jahren und eine goldfarbene Münze im Design von Gold Rush!.
2017 erschien Gold Rush! 2.

## Rezeption
Gold Rush! erhielt durchschnittliche bis eher positive Bewertungen. Das Spiel wurde 1989 im Dragon-Magazin #145 von Patricia Lesser, Hartley Lesser und Kirk Lesser im Abschnitt „The Role of Computers“ rezensiert. Die Kritiker bewerteten das Spiel mit 4,5 von 5 möglichen Punkten. Computer Gaming World gab dem Spiel eine positive Bewertung und hob sowohl den Mix aus geschichtlicher Simulation als auch den von Sierra unverwechselbaren Charakter des Spiels hervor. Das Magazin Compute! nannte Gold Rush „unterhaltend, ein wenig bildend und eine fantastische Reise für die im Bereich der Adventures neu angekommenen Spieler“, warnte aber, dass die Einfachheit des Spiels einige erfahrene Spieler enttäuschen könnte, und dass die Grafiken von minderer Qualität als die einiger anderer Sierra-Spiele seien. Das Fachmagazin Adventure Gamers ordnete Gold Rush! 2011 in seiner Liste Top 100 All-Time Adventure Games auf Platz 96 ein.